# Источна Немачка
Источна Немачка, званично Немачка Демократска Република (НДР;   — ДДР) је била социјалистичка држава која је трајала од 1949. до 1990. године под бившом Совјетском окупационом зоном.
НДР је прокламована у совјетском делу Берлина 7. октобра 1949. Пуни суверенитет је добила 1945, али совјетске трупе су ступиле на њену територију после договора у Потсдаму, као одговор америчком присуству у Западној Немачкој током Хладног рата.
Главни град је Источни Берлин са 1.279.212 становника (1989), представљао је њен политички, административни, економски, универзитетски и културни центар.
Источна Немачка је била чланица Варшавског пакта. Њена обавештајна служба био је ШТАЗИ, новинска агенција АДН, а авиопревозник Интерфлуг. После избора, ујединила се са Западном Немачком 1990. године.

## Географија
Клима је углавном умерена, под утицајем Голфске струје. Уз северне обале клима је влажна током целе године. Време је понекад непредвидиво. Усред лета могућ је топао дан, а хладан и кишовит одмах сутрадан. Али екстремне временске неприлике су готово искључене на подручју Источне Немачке, осим поплава у долинама река када су зими температуре изнад нуле. Просечна температура по месецима иде од 0,5 °C у фебруару, до 17 °C у јулу. Највиша надморска висина: Фихтелберг (1.214 m).

## Историја
На крају Другог светског рата, на Потсдамској конференцији 1945, победничке државе: Француска, Уједињено Краљевство, Сједињене Државе и Совјетски Савез одлучиле су да поделе Немачку у четири окупационе зоне. Свака држава би контролисала одређени део Немачке док се њен суверенитет не реорганизује.
Територија Источне Немачке је првобитно била насељена словенским народом Вендима, а Немачка ју је освојила у средњем веку. Новоосвојена територија је организована у облику немачких феудалних држава на словенским земљама. Кретања разних народа по њеној територији су значајно утицала на етнички састав Источне Немачке. Већи део Источне Немачке је био део Краљевине Пруске.
У империјалистичкој Немачкој и Вајмарској Републици, територије које су припадале Источној Немачкој су се налазиле у централном делу државе. Те територије су се називале „Mitteldeutschland“ (Средња Немачка), док су „истоку“ припадале провинције као што су источна Померанија, источни Бранденбург, Шлеска и Источна и Западна Пруска. Током Другог светског рата, савезници су на конференцији у Јалти одлучили да послератна граница Пољске буде померена западније према реци Одри, док би се совјетска граница такође померила западније према пољским територијама.
Дискусије на Јалти и у Потсдаму су знатно утицале на будуће окупационе границе и администрацију послератне Немачке, која је потпала под четири силе победнице (Сједињене Државе, Велика Британија, Француска и СССР). Државе Мекленбург, Бранденбург, Саксонија, Саксонија-Анхалт, Тирингија и берлински источни сектор су потпали под немачки совјетски сектор. Остатак територије Немачке је подељен на три дела којима су управљале Сједињене Државе, Велика Британија и Француска. Територија под њиховом управом је конституисана као Савезна Република Немачка (СРН или Западна Немачка).
Источна Немачка је прихватила социјализам као државно уређење и постала је део Варшавског пакта, док је Западна Немачка постала либерална парламентарна република и чланица НАТО-а.
Први лидер НДР је био Валтер Улбрихт. Устав Источне Немачке је дефинисао државу као „Републику радника и сељака“. До 1949. Немачка демократска република била је федерација.
Дана 17. јуна 1953, пратећи мале плате и изградњу грандиозног булевара (Стаљиналеја) у Источном Берлину, велики број грађана на улицама је започео демонстрације. Касније, тог дана совјетске трупе и тенкови изненада су почели са хладнокрвним убијањем демонстраната — било је најмање 125 мртвих. (види Побуна у Источној Немачкој).
Убрзо после поделе Немачке, Берлин, бивши главни град Немачке подељен је у четири сектора. Источни део је потпао под контролу Совјетског Савеза, док је западни расподељен преосталим трима западним силама победницама.
Конфликт око статуса Западног Берлина је створио Берлински ваздушни мост. Брз просперитет Западне Немачке и економска стагнација Источне, навели су велики број Немаца из источног дела Немачке да пребегну на запад.
До педесетих година, избеглице су прелазиле Совјетску зону Немачке да би започеле нов живот на Западу. Унутарнемачка граница је била затворена, али до педесетих година, граница у Берлину је била лако премостива. У ноћи, 13. августа 1961, источнонемачке трупе су дошле на границу са Западним Берлином и почеле да граде Берлински зид. Проток људи је потом рестриктивно контролисан у оба правца.
Антифашистички заштитни зид био је пропагандни назив за берлински зид који су користиле власти Источне Немачке, при чему назив „заштитни зид“ у синтагми има дефанзивну конотацију, због чега се сматра еуфемизмом.
Године 1971, Ерих Хонекер је заменио Улбрихта. Источна Немачка је генерално била економски најпросперитетнија држава Варшавског пакта. До седамдесетих година позиција Западне Немачке се огледала у Халштајновој доктрини која је укључивала игнорисање Источне Немачке. Раних седамдесетих „источна политика“, чији је покретач Вили Брант подразумевала је заједничку сарадњу Источне и Западне Немачке.
Августа 1989, Мађарска је уклонила своју рестриктивну границу и неколико хиљада људи је из Источне Немачке прешло „зелену“ границу Мађарске, и потом преко Аустрије дошло до Западне Немачке.
Дана 9. новембра 1989. срушен је Берлински зид. Резултат су биле дирљиве емотивне сцене на улицама, када је стотине хиљада Источних Немаца прешло у Западни Берлин (и Западну Немачку) по први пут. Било је неколико покушаја за конституисање некомунистичке Источне Немачке, али позиви на уједињење Немачке су их спречили. После преговора (преговори „2+4“ — две Немачке и силе победнице) створени су услови за уједињење Немачке. Коначно, 3. октобра 1990, источнонемачка популација је била прва из источног блока која је приступила Европској унији као део Савезне Републике Немачке. Територије Источне Немачке су признате као саставни део Савезне Републике Немачке, а Устав из 1950. је укинут.
До данашњег дана, постоји много тога што подсећа на различитости „источног“ и „западног“ дела Немачке (нпр. животни стилови, богатство, политичка уверења итд). Привреда источног дела Немачке се бори за опоравак, а велики део средстава се и даље каналише са запада.

## Политика
Улбрихтова доктрина добила је назив по Валтеру Улбрихту, а суштина јој је да нормалне дипломатске везе између Источне Немачке или било које друге државе Источног блока и Западне Немачке могуће је успоставити само ако Западна Немачка прво призна Источну Немачку као суверену државу. Ова доктрина је била одговор на Халштајнову доктрину која је тврдила да је Западна Немачка једина легитимна немачка држава.
Доктрину су формулисале Пољска и Источна Немачка а и друге државе Источног блока Чехословачка, Мађарска и Бугарска и обвезале су се да неће успоставити дипломатске односе са Западном Немачком док она не призна Источну Немачку. Изузетак је била Румунија која је успоставила дипломатске везе са Западном Немачком 31. јануара 1967. године. То је довело до оштре вербалне размене између Источне Немачке и Румуније. Румунија је окривила НДР да се меша у њене унутрашње ствари и одбила је да учествује на састанку министара спољних послова Варшавског пакта све док се овај не би преселио на друго место осим Берлина. Да би се задржала фасада уједињености социјалистичких држава Леонид Брежњев је преместио састанак у Варшаву.
Западна Немачка је с временом напустила Халштајнову доктрину започевши активнију источну политику која је водила доношењу споразума у децембру 1972. између ове две државе, који је омогућио да се обе немачке државе приме у Уједињене нације као пуноправне чланице.

### Важнији политичари у НДР
- Ерих Хонекер
- Валтер Улбрихт
- Вилхелм Пик
- Ото Гротевол
- Вили Штоф
- Егон Кренц
- Ханс Модров, последњи социјалистички председник владе
- Лотар де Мезијер, први несоцијалистички председник владе
- Ерих Милке
- Гинтер Митаг
- Гинтер Шабовски
- Роберт Хаферман
- Грегор Гизи
- Хари Тиш
- Херман Аксен
- Хилде Бењамин

## Војска
Национална народна армија је била главна оружана сила Немачке Демократске Републике. Основана 1. марта 1956. као оружане снаге Демократске Републике Немачке. Националну Народну Армију чинило је три рода војске: пешадија, ратно ваздухопловство (18.300 људи) и ратну морнарицу (58.000 људи).
Наоружање армије Демократске Републике Немачке чинило је углавном оно совјетске производње и мали број из других источноевропских земаља. Источна Немачка је направила модификоване копије неколико оружја и дизајнирала и направила неколико типова камиона и мањих бродова.
Армија престаје да постоји 2. октобра 1990. године уједињењем две Немачке.
Производила је многе јаке Совјетске тенкове и оружја. Најјаче оружје је било тенк Жалов-2 од кога је произведено свега 39 комада. Овај тенк би се могао поредити са данашњим јаким тенковима попут Леопарда. О овом тенку се веома мало зна.

## Државни симболи
Грб Источне Немачке усвојен је 12. јануара 1950. године. Састојао се од централног дела у којем су се налазили чекић и шестар на црвеној позадини, окружени сноповима пшенице. Снопови пшенице били су повезани траком у бојама немачке заставе. Чекић је био симбол радника у индустрији, шестар је представљао интелектуалце односно интелигенцију, а сноп пшенице сељаке. Званично је усвојен као државни грб 26. септембра 1955, а на заставу Источне Немачке придодан је 1. октобра 1959. године. Званично је укинут као грб Источне Немачке 3. маја 1990. године одлуком Скупштине НДР.
Застава Источне Немачке била је тробојка са три хоризонталне линије једнаке ширине, са грбом Источне Немачке у средини. Горња линија је била црне, средња црвене а доња златне боје. Размере заставе биле су 3:5.
Застава је у свом коначном облику усвојена 1. октобра 1959. године, а од проглашења Источне Немачке до 1959. кориштена је тробојница идентична оној Западне Немачке. Тада је на заставу додан грб Источне Немачке. Застава је кориштена до уједињења Немачке 3. октобра 1990. године.
Јавно истицање заставе било је кажњиво у Западној Немачкој и Западном Берлину до 1969. године, када је забрану укинуо западнонемачки председник Вили Брант у духу Остполитике.

## Привреда
Источнонемачка марка је била званична валута Немачке Демократске Републике у периоду њеног постојања од 1948. до 1990. године
Дана 18. јуна 1948. долази до званичне поделе Немачке на источну и западну, у делу Немачке који је био под Енглеском и Америком почела је замена рајхсмарке и рентамарке новом валутом Немачком марком коју је издавала Немачка Савезна Банка, док су у делу под совјетском управом и даље у оптицају биле рајхсмарка и рентамарка. 23. јуна 1949. године званично излази прва серија новчаница под називом источна марка.
Трабант је аутомобил који је производила фабрика аутомобила   из Цвикауа, у Саксонији. Био је најчешће возило у Источној Немачкој, а масовно је извожен у земље комунистичког блока, али и ван њега. У време увођења у производњу, главне предности су му биле солидан простор за смештај четири одрасле особе и пртљаг у компактној, лакој и издржљивој каросерији, брзина и трајност.
Источна Немачка је надограђивала овај модел до Трабант 4 који је био скоро једнаких могућности као данашњи средње добри аутомобили.
Модел је био у производњи, без значајнијих промена скоро 30 година, и за то време је произведено 3.096.099 комада. Часопис “Тајм” је уврстио „трабант“ у свој списак 50 најгорих икада направљених аутомобила, што је можда тачно са аспекта критичара са запада, али не узима у обзир реалност Источне Европе у време када је овај аутомобил био актуелан. Поред својих очигледних недостатака, „трабант“ је био једноставан и јефтин за производњу и одржавање, а за услове источноевропске производње тог времена и веома квалитетно направљен. Важио је за свестрано и поуздано возило. Може се видети на путевима и дан данас, деценијама након престанка производње.

## Административна подела
ДДР је формирана у совјетској окупационој зони, која обухвата пет историјских провинција: Мекленбург-Западна Померанија, Бранденбург, Саксонија, Саксонија-Анхалт и Тирингија. Године 1952. земља је званично подељена на 15 округа.
- Дрезден
- Карлмарксштат, данас Кемниц
- Лајпциг
- Гера
- Ерфурт
- Зул
- Хале
- Магдебург
- Котбус
- Потсдам
- Франкфурт на Одри
- Нојбранденбург
- Шверин
- Росток
- Независна административна јединица Источни Берлин.

## Демографија
Источна Немачка је била много мања од Западне. После Другог светског рата живело је једва 19 милиона људи у совјетској окупационој зони. Становништво ДДР се константно смањивало за све време док је држава постојала; са 19 милиона у 1948. спала на око 16 милиона у 1990. Према попису из 1988. било је 16.675.000 становника, преко 8 милиона је било запослено.
Око 72% становништва живи у градовима са више од 2.000 становника (21% у градовима са више од 100.000 становника).
Главни град Источни Берлин (1.279.000 становника у 1990), остали већи градови били су Лајпциг (581.000 становника у 1990), Дрезден (504.000 становника 1990. године).
Званични језик је био немачки. Мањина је говорила лужичкосрпским језиком.
ДДР је била социјалистичка земља и преовладавао је атеизам. Иако је систем био против религије, хришћанска црква је активно деловала у земљи (углавном протестанти).

## Култура
Образовање је било једно од приоритета комунистичких власти. Држава је имала монопол над образовањем, преко институције Одељења за образовање. У школском систему је било обавезно учити идеологију марксизам-лењинизам темељену на учењима и размишљањима Карла Маркса, Фридриха Енгелса и Владимира Иљича Лењина.

## Спорт
За све време свог обитавања на Олимпијским борилиштима НДР је оставила иза себе 409 медаља на Летњим олимпијским играма. Пливачи (женски тим нарочито), атлетичари, одбојкаши, рукометаши, гимнастичари, стонотенисери, веслачи и други многобројни спортисти оставили су неизбрисиви траг у историји спорта (извор података МОК-Међународни олимпијски комитет)
Немачка Демократска Република имала је успеха и на Зимским олимпијским играма.
Катарина Вит је двострука Олимпијска победница, четвороструки првак света као и шестоструки првак Европе. Њени такмичарски рекорди су је учинили једном од најпознатијих клизачица свих времена.
За време свог постојања Источна Немачка освојила укупно 110 медаља на Зимским олимпијским играма. (извор МОК)
Атлетичари Источне Немачке су били победници у неколико олимпијских дисциплина. Специјално интересовање су изазивали фудбалски мечеви између Западне и Источне Немачке. Први је одигран на Светском првенству 1974. Западна Немачка је била домаћин и фаворит на првенству, али је Источна победила са 1-0. Јоаким Штрајх је бивши источнонемачки фудбалер и са 102 наступа и 55 погодака, сматра се играчем са највише наступа и погодака за репрезентацију ДДР-а. Као члан олимпијске репрезентације, освојио је бронзу на Олимпијским играма у Минхену 1972, а 1979. и 1983. проглашаван за најбољег источнонемачког фудбалера и четири пута је био најбољи стрелац првенства.

## Осталгија
Осталгија је немачки израз који означава носталгију за животом у бившој Источној Немачкој. Појам је састављен из речи ost — (исток) и Nostalgie (носталгија).
Након пада Берлинског зида године 1989. и немачког уједињења у следећој години, већина предмета који су подсећали на стари социјалистички режим били су уклоњени. У врло кратком року сви производи из ДДР-а су нестали из трговина и замењени су западним. С временом неки бивши грађани Немачке Демократске Републике почели су да осећају носталгију за одређене аспекте живота у Источној Немачкој.
Осталгија се посебно односи на носталгију за аспекте редовног свакодневног живота и културе у бившем ДДР-у, који је нестао након поновног уједињења.
Многе компаније у Немачкој пружају онима који осећају осталгију артефакте који их подсећају на живот под старим режимом. Међу њима и предмете који су имитације. На располагању су брендови источнонемачких прехрамбених производа, стари државни телевизијски програми снимљени на видео и DVD, аутомобили Вартбург и Трабант итд. Осим тога живот у ДДР-у је био предмет неколико филмова, укључујући и Збогом Лењине из 2003. године.